# بونت أفيندين
بونت أفيندين (بالفرنسية: Pont-à-Vendin)‏ هي بلدية تقع في إقليم باد كاليه من منطقة نور با دو كاليه في شمال فرنسا. تبلغ مساحة هذه المدينة 2.01 (كم²)، وترتفع عن سطح البحر 26 م، يبلغ عدد سكانها 3127 نسمة حسب إحصاء المعهد الوطني للإحصاء والدراسات الاقتصادية سنة 2009 م. وترأس Bernard Ogier البلدية خلال فترة (2008-2014).